# Vladímir Matiushenko
Vladímir Vladímirovich Matiushenko –en ruso, Владимир Владимирович Матюшенко– (Rechitsa, URSS, 4 de enero de 1971) es un deportista bielorruso que compitió en lucha libre y artes marciales mixtas.
Ganó una medalla de plata en el Campeonato Europeo de Lucha de 1994, en la categoría de 90 kg.
En septiembre de 1997 disputó su primera pelea en el circuito profesional de MMA. Disputó en total 35 combates en la categoría de peso semipesado para diferentes empresas: IFL, UFC y Bellator MMA, con un saldo de 27 victorias y 8 derrotas.

## Palmarés internacional en lucha libre
| Campeonato Europeo | Campeonato Europeo | Campeonato Europeo | Campeonato Europeo |
| Año                | Lugar              | Medalla            | Categoría          |
| ------------------ | ------------------ | ------------------ | ------------------ |
| 1994               | Roma (Italia)      | Medalla de plata   | 90 kg              |

## Registro en artes marciales mixtas
| Resultado | Récord | Oponente                 | Método                       | Evento                           | Fecha                    | Ronda | Tiempo | Localización       | Notas                                                   |
| --------- | ------ | ------------------------ | ---------------------------- | -------------------------------- | ------------------------ | ----- | ------ | ------------------ | ------------------------------------------------------- |
| Derrota   | 27–8   | Joey Beltrán             | Sumisión (north-south choke) | Bellator 116                     | 11 de abril de 2014      | 3     | 3:06   | Temecula           |                                                         |
| Victoria  | 27–7   | Houston Alexander        | Decisión (unánime)           | Bellator 99                      | 13 de septiembre de 2013 | 3     | 5:00   | Temecula           |                                                         |
| Derrota   | 26–7   | Ryan Bader               | Sumisión (guillotine choke)  | UFC on Fox: Johnson vs. Dodson   | 26 de enero de 2013      | 1     | 0:50   | Chicago            |                                                         |
| Derrota   | 26–6   | Alexander Gustafsson     | TKO (golpes)                 | UFC 141                          | 30 de diciembre de 2011  | 1     | 2:13   | Las Vegas          |                                                         |
| Victoria  | 26–5   | Jason Brilz              | KO (golpes)                  | UFC 129                          | 30 de abril de 2011      | 1     | 0:20   | Toronto            |                                                         |
| Victoria  | 25–5   | Alexandre Ferreira       | TKO (golpes y codazos)       | UFC 122                          | 13 de noviembre de 2010  | 1     | 2:20   | Oberhausen         |                                                         |
| Derrota   | 24–5   | Jon Jones                | TKO (codazos)                | UFC Live: Jones vs. Matyushenko  | 1 de agosto de 2010      | 1     | 1:52   | San Diego          |                                                         |
| Victoria  | 24–4   | Eliot Marshall           | Decisión (dividida)          | UFC Live: Vera vs. Jones         | 21 de marzo de 2010      | 3     | 5:00   | Broomfield         |                                                         |
| Victoria  | 23–4   | Igor Pokrajac            | Decisión (unánime)           | UFC 103                          | 19 de septiembre de 2009 | 3     | 5:00   | Dallas             |                                                         |
| Victoria  | 22–4   | Jason Lambert            | Decisión (unánime)           | Call to Arms I                   | 16 de mayo de 2009       | 3     | 5:00   | Ontario            |                                                         |
| Derrota   | 21–4   | Antônio Rogério Nogueira | KO (rodillazo)               | Affliction: Day of Reckoning     | 24 de enero de 2009      | 2     | 4:26   | Anaheim            |                                                         |
| Victoria  | 21–3   | Jamal Patterson          | TKO (golpes)                 | IFL: New Jersey                  | 4 de abril de 2008       | 2     | 3:35   | East Rutherford,   | Defendió el Campeonato de Peso Semipesado de IFL.       |
| Victoria  | 20–3   | Alex Schoenauer          | Decisión (unánime)           | IFL: World Grand Prix Semifinals | 3 de noviembre de 2007   | 3     | 4:00   | Hoffman Estates    | Ganó el Campeonato Inaugural de Peso Semipesado de IFL. |
| Victoria  | 19–3   | Tim Boetsch              | Decisión (unánime)           | IFL: 2007 Semifinals             | 2 de agosto de 2007      | 3     | 4:00   | East Rutherford    |                                                         |
| Victoria  | 18–3   | Aaron Stark              | TKO (golpes)                 | IFL: Everett                     | 1 de junio de 2007       | 1     | 2:49   | Everett            |                                                         |
| Victoria  | 17–3   | Justin Levens            | TKO (golpes)                 | IFL Los Angeles                  | 17 de marzo de 2007      | 1     | 3:53   | Los Ángeles        |                                                         |
| Victoria  | 16–3   | Dwayne Compton           | Sumisión (armbar)            | IFL Houston                      | 2 de febrero de 2007     | 1     | 1:47   | Houston            |                                                         |
| Victoria  | 15–3   | Anthony Ruiz             | Sumisión (armbar)            | Extreme Wars 3: Bay Area Brawl   | 3 de junio de 2006       | 1     | 2:03   | Oakland            |                                                         |
| Victoria  | 14–3   | Carlos Barreto           | TKO (lesión en la rodilla)   | Jungle Fight 4                   | 21 de mayo de 2005       | 1     | 0:26   | Manaos             |                                                         |
| Derrota   | 13–3   | Andrei Arlovski          | KO (golpe)                   | UFC 44                           | 26 de septiembre de 2003 | 1     | 2:14   | Las Vegas          |                                                         |
| Victoria  | 13–2   | Pedro Rizzo              | Decisión (unánime)           | UFC 41                           | 28 de febrero de 2003    | 3     | 5:00   | Las Vegas          |                                                         |
| Victoria  | 12–2   | Travis Wiuff             | Sumisión (golpes)            | UFC 40                           | 22 de noviembre de 2002  | 1     | 4:10   | Las Vegas          |                                                         |
| Victoria  | 11–2   | Antônio Rogério Nogueira | Decisión (unánime)           | UFO: Legend                      | 8 de agosto de 2002      | 3     | 5:00   | Tokio              |                                                         |
| Derrota   | 10–2   | Tito Ortiz               | Decisión (unánime)           | UFC 33                           | 28 de septiembre de 2001 | 5     | 5:00   | Las Vegas          | Por el Campeonato de Peso Semipesado de UFC.            |
| Victoria  | 10–1   | Yuki Kondo               | Decisión (unánime)           | UFC 32                           | 29 de junio de 2001      | 3     | 5:00   | East Rutherford    | UFC Debut.                                              |
| Victoria  | 9–1    | Tom Sauer                | TKO (corte)                  | WEF: New Blood Conflict          | 26 de agosto de 2000     | 2     | 2:17   | Evansville         |                                                         |
| Victoria  | 8–1    | John Marsh               | Decisión (unánime)           | IFC: Warriors Challenge 6        | 25 de marzo de 2000      | 3     | 5:00   | Friant             |                                                         |
| Derrota   | 7–1    | Vernon White             | Decisión (dividida)          | IFC: Montreal Cage Combat        | 9 de octubre de 1999     | 1     | 25:00  | Montreal           |                                                         |
| Victoria  | 7–0    | Travis Fulton            | Sumisión (neck crank)        | IFC: Fighters Revenge            | 2 de abril de 1999       | 1     | 15:33  | Montreal           |                                                         |
| Victoria  | 6–0    | Kenji Kawaguchi          | KO (golpes)                  | Vale Tudo Japan 1998             | 25 de octubre de 1998    | 1     | 3:10   | Urayasu            |                                                         |
| Victoria  | 5–0    | Joe Pardo                | Decisión (unánime)           | Rumble in Reno                   | 4 de septiembre de 1998  | 3     | 5:00   | Reno (Nevada),Reno |                                                         |
| Victoria  | 4–0    | Anthony Macias           | TKO (parada médica)          | IFC 7: Cage Combat               | 30 de mayo de 1998       | 1     | 0:16   | Montreal           |                                                         |
| Victoria  | 3–0    | Anthony Macias           | Sumisión (golpes)            | IFC 5: Battle in the Bayou       | 5 de septiembre de 1997  | 1     | 2:59   | Baton Rouge        |                                                         |
| Victoria  | 2–0    | Robert Lalonde           | Sumisión (golpes)            | IFC 5: Battle in the Bayou       | 5 de septiembre de 1997  | 1     | 2:27   | Baton Rouge        |                                                         |
| Victoria  | 1–0    | Vernon White             | Sumisión (neck crank)        | IFC 5: Battle in the Bayou       | 5 de septiembre de 1997  | 1     | 5:44   | Baton Rouge        |                                                         |